# Teplice nad Metují
Teplice nad Metují (in tedesco Weckelsdorf) è una città della Repubblica Ceca facente parte del distretto di Náchod, nella regione di Hradec Králové.